# マーガレット・ブランデージ
- マーガレット・ブランダージ

マーガレット・ブランデージ（Margaret Brundage、1900年12月9日 - 1976年4月9日）はアメリカ合衆国のイラストレーター、画家。パルプ・マガジン『ウィアード・テイルズ』のイラストで知られる。イラストボードにパステルで描くやり方で、1933年から1938年にかけて『ウィアード・テイルズ』誌の表紙のほとんどを描いた。

## 経歴
1900年、シカゴにスウェーデン系とアイルランド系の両親の間に生まれる。父はジョナサン・E・ルティート、母はマーガレット・ジェーン・ルティート・ジョンソン、ともにスコットランドのオークニー諸島の出身だった。8歳の時、父親が亡くなり、母親と祖母（マーガレット・ルティート。マーガレットという名前は祖母から取られた）に育てられる。母親は生涯再婚することなく、クリスチャン・サイエンスの信仰に生涯を捧げ、信者への指導を収入の足しとした。
マーガレット（ブランデージ、旧姓ヘッダ・ジョンソン）はジラード・グラマ−・スクールからマッキンリー・ハイ・スクールに進学。クラスメートにウォルト・ディズニーがいた。1919年、ハイ・スクールを卒業。「私は卒業したけど、彼（ディズニー）はしなかった」と後にブランデージは語っている。
1921年から1923年の間、シカゴ美術館附属美術大学に通いながら、シカゴの新聞社のためにイラストを描き出す。代理店が持ってくる案に応えて、カラー・白黒どちらでもファッション・デザインを描くことができた。大学は卒業できなかった。その理由についてマーガレットは副業のせいではなく、レタリングの適性がなかったせいだと述べている。
この時代、アメリカは禁酒法が施行中であった。しかし、マーガレットはシカゴで人気の紳士社交倶楽部「Dil Pickle Club」で働く。そこで彼女は悪名高い女たらしの室内装飾家・ペンキ屋と出会う。スリムことマイロン・リード・ブランデージ（1903年 - 1990年）である。
1927年、二人は結婚する。夫は元ホーボーで、過激な政治志向を持ち、また酒浸りだった。二人は一子を設ける（カリン・バード・ブランデージ、通称バード、1927年 - 1972年）。（しかし、1939年に離婚）
1932年、マーガレットはファーンズワース・ライトのオフィスで仕事を得る。ライトは『ウィアード・テイルズ』の編集長で、『オリエンタル・ストーリーズ』（後に『マジック・カーペット』に改題）の表紙を数枚描いた後、『ウィアード・テイルズ』の表紙を任せられるようになる。

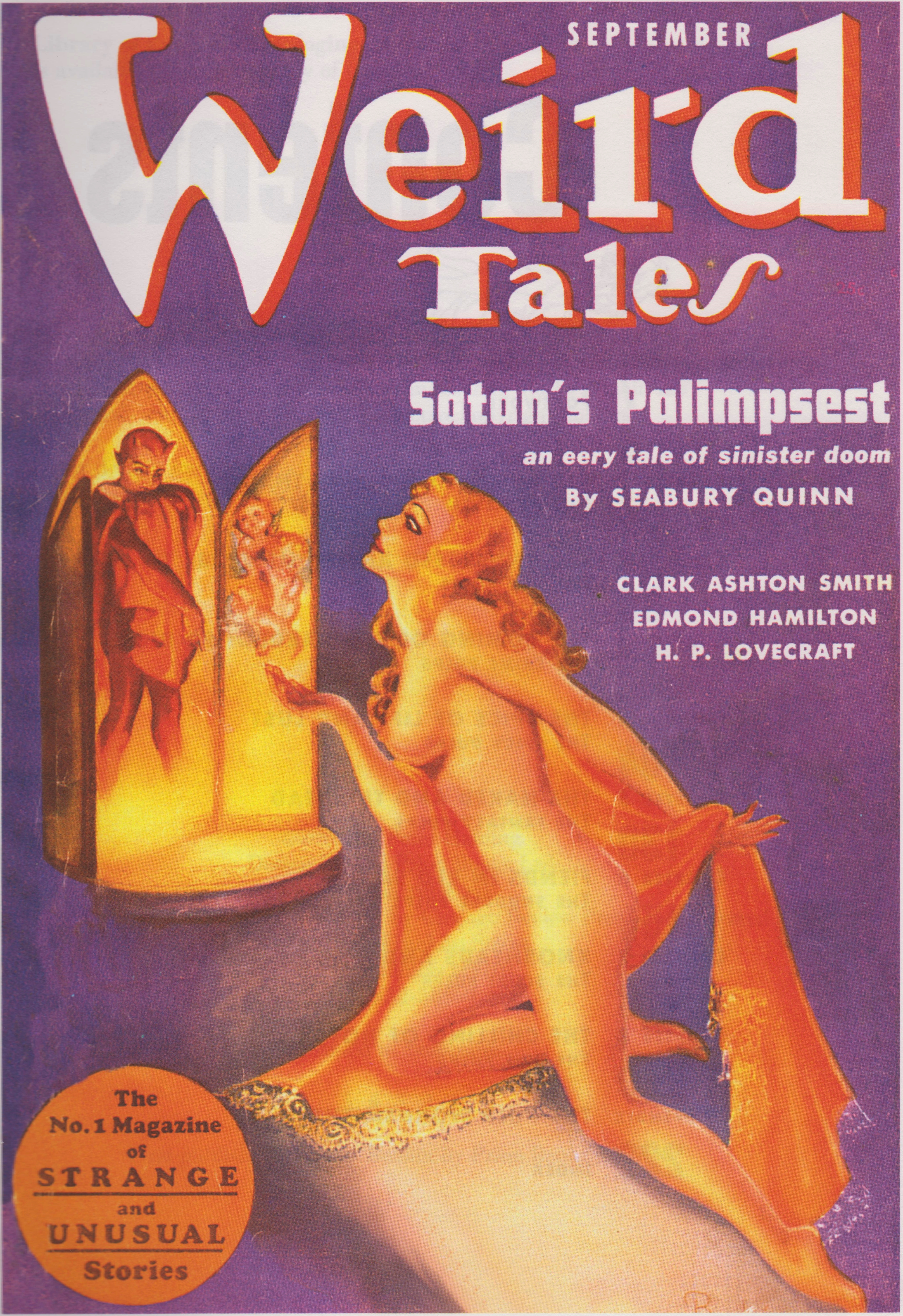
『ウィアード・テイルズ』1937年9月号

最初の表紙は1932年9月号で、以後、1933年6月号から1936年8月号まで連続39号の表紙を担当した。1933年から1938年にかけては他の画家と交代で担当した。最大のライバルはヴァージル・フィンレイだった。最終的に、1945年1月号まで計66冊の表紙を描いた。（67冊とする資料もあるが、1953年11月号は1945年1月号の再掲である）。表紙1枚ごとに90ドルが支払われた。その額は（何もしない夫を除く）彼女、息子、母（1940年に死去）が食っていくのに充分な額だった。
マーガレットはさまざまなシチュエーションで苦しむ、全裸または半裸の捕らわれの姫君を描くことが多かった。鞭打たれる場面はとくに注目され、また物議を醸した。表紙に官能的なシーンを選ぶのは編集長のライトだった。マーガレットの絵は読者に人気で、シーベリイ・クインなど作家陣もマーガレットがそういった絵を描けるように、小説の中に官能的な場面を入れるようになる。小説が表紙に使われると報酬が高くなるからだった。
パルプ・マガジンの表紙は露骨な描写から悪評が高かった。マーガレットも例外ではなかった。彼女は絵に「M ・ブランデージ」とサインをしていたので、読者の多くは画家が女性だということを知らなかった。（編集長ライトが「M」はマーガレットの略であると明かした1934年以降、苦情は増加した）。編集部がシカゴからニューヨークに移転した1938年以降、ニューヨーク市長フィオレロ・ラガーディアにより、新聞雑誌類売店で売られるパルプ・マガジンの表紙に対して新しい「品位」の基準が課せられた。さらに、マーガレットがシカゴで描いたパステル画（破損しやすい）をニューヨークに送る技術的問題もあった。そして、1940年の編集長ライトの死である。
マーガレットはパルプ・マガジンとの関係が終わった後も絵を描き続け、SF大会や展覧会に作品を出品した。そこでオリジナルの絵が盗まれたこともあった。『ウィアード・テイルズ』にレギュラーで描いていた時のような財政状態に戻ることはなく、晩年は窮迫した。それでもマーガレットは亡くなるまで絵を描き続けた。

## 反応
クラーク・アシュトン・スミスはマーガレットのイラストに対して批判的だった。1933年12月、スミスはH・P・ラヴクラフトにこう伝えている。「最近のW.T（ウィアード・テイルズ）のデザイン、色彩が豊かなのはいいんだが、奇妙なクリスマス・カードみたいだ！（中略）ブランデージ夫人は（中略） ジャージー牛が取り憑いているんじゃないかと思うほど、変なものに力を注いでいる。この絵の中国人の手、ダーレス＆スコラ―の『潜伏するもの』のウトパテル（フランク・ウトパテル、ウィアード・テイルズのイラストレーター）の挿絵から衝撃を受けたみたいに変な角度に曲がってる」。1937年の9月9日にはR・H・バーロウには、「質問。どうしてブランデージは描く女性描く女性、乳飲み子に乳を与える乳母みたいに描こうとするんだろう？　うんざりとも複雑とも言えないまでも、滑稽だ」

## 関連書籍
- Stephen D. Korshak and J. David Spurlock, "The Alluring Art of Margaret Brundage: Queen of Pulp Pin-Up Art" Foreword by Rowena (Vanguard / Shasta-Phoenix, 2013) ISBN 1-93433-151-1
- L. Sprague de Camp.  Lovecraft: a Biography (Doubleday, 1975) ISBN 0-385-00578-4
- R. Alain Everts, "Margaret Brundage", Etching & Odysseys 2 (53-61), 1983.
- Ray Russell, "Of Human Brundage". Playboy, Feb 1991 (vol 38, no. 2) pp. 106–109
- Selected Letters of Clark Ashton Smith. Ed. Scott Connors and David E. Schulz, (Arkham House, 2003) ISBN 0-87054-182-X